# Zentralstelle Chorgesang
Die Zentralstelle für den deutschsprachigen Chorgesang in der Welt ist eine von der Stadt Solingen betriebene Kultureinrichtung, die gemäß ihrer Satzung das Bestreben verfolgt, den Chorgesang zu fördern sowie ideell und materiell zu unterstützen. Sie fungiert als Bindeglied zwischen deutschen und deutschsprachigen Chören im Ausland und verfügt überdies über umfangreiches Notenmaterial, das sie archiviert. Die bundesweit einmalige Einrichtung ist der Musikschule Solingen angegliedert und unterhält Beziehungen zu knapp 600 Chören auf allen Kontinenten, schwerpunktmäßig jedoch in Übersee.

## Geschichte

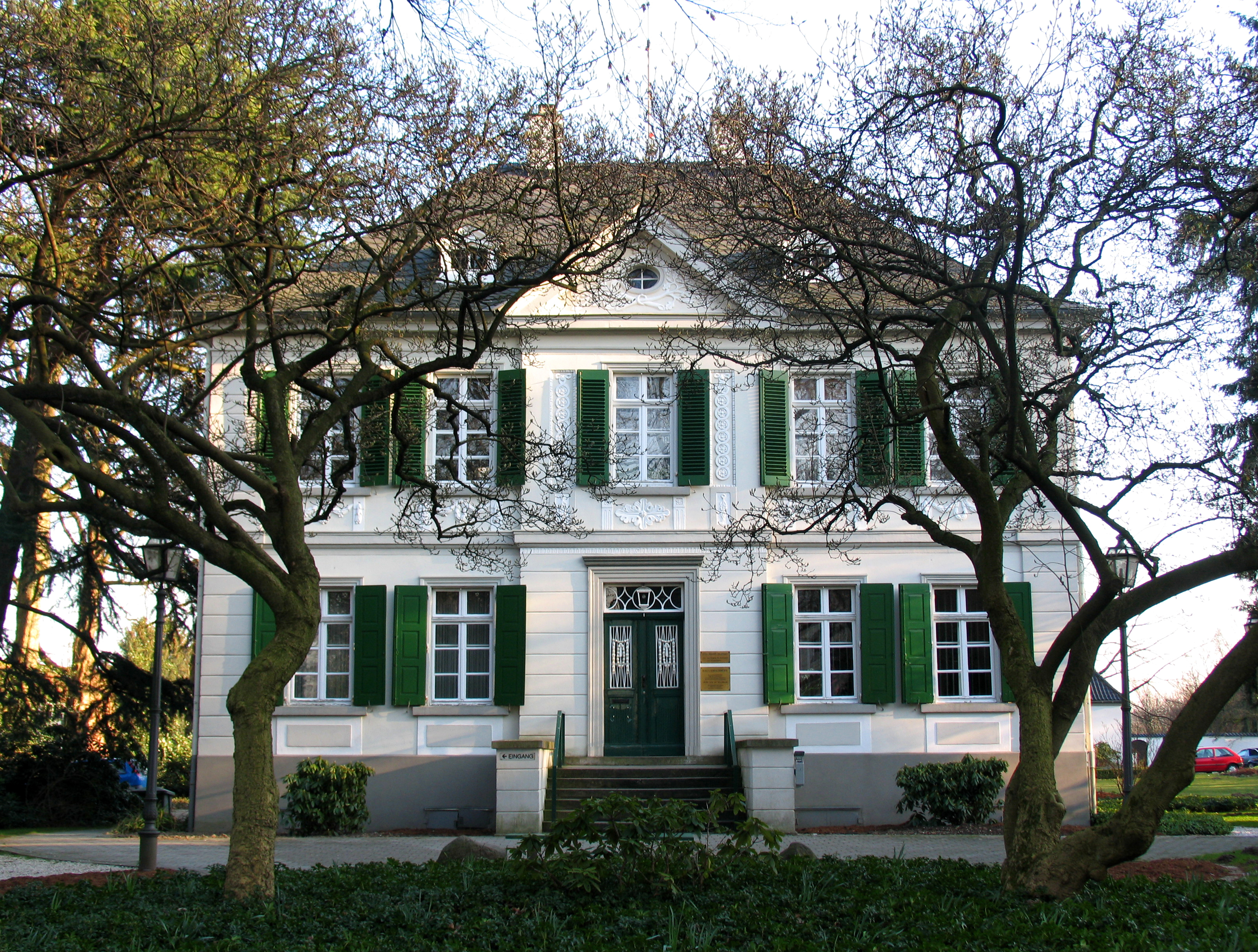
Haus Kirschheide war ab 1979 Sitz der Zentralstelle Chorgesang

Die Zentralstelle Chorgesang wurde im Jahr 1976 gegründet. Intention war es, der historischen Bedeutung des Chorgesangs in der Stadt Solingen, in der es unter anderem den ältesten profanen Männerchor Deutschlands gibt, Ausdruck zu verleihen. Auslöser der Idee war der damalige Leiter der Deutschen Welle, Werner Bader, der dem seinerzeitigen Bundespräsidenten und gebürtigen Solinger Walter Scheel vorschlug, eine weltweit wirkende Chorzentrale in Solingen zu etablieren. Als repräsentativer Standort wurde 1979 das historische Haus Kirschheide im Stadtteil Höhscheid gewählt, nachdem es grundlegend saniert worden war. Seit Herbst 1977 ist die Chorzentrale mit 1,5 Stellen personell besetzt.
Auf Anregung der Kreis-Sängervereinigung Solingen gründete sich 1996 zur Sicherung des Fortbestandes der Chorzentrale ein Förderverein.
Nach zahlreichen Sparbemühungen der Stadt Solingen sollte aufgrund der seit Jahrzehnten angespannten Haushaltslage auch an der Zentralstelle Chorgesang gespart werden. Doch anstatt diese zu schließen, wurde die Kultureinrichtung nach dem Ausscheiden des langjährigen Leiters Ulrich Renner im Jahre 2008 der städtischen Musikschule angegliedert und nutzt seither deren räumliche und personelle Ressourcen an der Flurstraße in der Innenstadt, in Teilen der Werkshallen der Firma Egon Evertz. Die Chorzentrale war jedoch bereits seit 2004 räumlich mit der Solinger Musikschule zusammengelegt worden. Deren Leiter, Ulrich Eick-Kerssenbrock, leitete daher in Personalunion bis zu seinem Tod im Jahre 2017 auch die Zentralstelle Chorgesang.

## Aufgaben
Zu den diversen Aufgaben der Chorzentrale zählen vor allem:
- zentrale Anlaufstelle für deutschsprachige Chöre im Ausland
- Koordination von Auslandsreisen und Auftritten ausländischer Chöre in Deutschland
- Organisation von Fortbildungen für Chorleiter
- Archivierung von Notenbeständen
- Organisation des Internationalen Chorfestivals Solingen